# Supercoppa rumena (pallavolo maschile)
La Supercoppa rumena è una competizione pallavolistica per squadre di club rumene maschili, organizzata con cadenza annuale dalla FRV.

## Edizioni
| Edizione      | Edizione          | Podio           | Podio         | Podio                 |               |
| Anno          | Sede della finale | Campione        | Risultato     | Finalista             |               |
| ------------- | ----------------- | --------------- | ------------- | --------------------- | ------------- |
| 2017 Dettagli | Ploiești          | Arcada Galați   | 3 - 1         | Zalău                 |               |
| 2018          | -                 | Non disputata   | Non disputata | Non disputata         | Non disputata |
| 2019 Dettagli | Alexandria        | Arcada Galați   | 3 - 2         | Dinamo Bucarest       |               |
| 2020          | -                 | Non disputata   | Non disputata | Non disputata         | Non disputata |
| 2021 Dettagli | Brașov            | Dinamo Bucarest | 3 - 2         | Arcada Galați         |               |
| 2022 Dettagli | Costanza          | Dinamo Bucarest | 3 - 2         | Arcada Galați         |               |
| 2023 Dettagli | Blaj              | Arcada Galați   | 3 - 0         | Universitatea Craiova |               |
| 2024 Dettagli | Bucarest          | Rapid Bucarest  | 3 - 1         | Corona Brașov         |               |

## Palmarès
| Squadra         | Titolo | Edizione         |
| --------------- | ------ | ---------------- |
| Arcada Galați   | 3      | 2017, 2019, 2023 |
| Dinamo Bucarest | 2      | 2021, 2022       |
| Rapid Bucarest  | 1      | 2024             |